# 上勝町立上勝小学校
上勝町立上勝小学校（かみかつちょうりつ かみかつしょうがっこう）は、徳島県勝浦郡上勝町大字正木字平間にある公立小学校。

## 沿革
- 1986年 - 正木小学校と傍示小学校が統合し、正木小学校の地に上勝東小学校として開校。
- 1987年 - 上勝西小学校と旭小学校が統合し、上勝西小学校の地に福原小学校として開校。
- 1999年 - 上勝東小学校と福原小学校が統合し、上勝東小学校の地に上勝小学校として開校。
- 2002年 - 第4回「田んぼの学校」企画賞受賞、徳島県藍青賞「自然体験学習」受賞。

## 関連学校
- 上勝町立上勝中学校

## 通学区域が隣接している学校
- 勝浦町立横瀬小学校
- 佐那河内村立佐那河内小学校
- 神山町立神領小学校
- 那賀町立相生小学校